# Monacia-d'Orezza
Monacia-d'Orezza (en cors A Munacia d'Orezza) és un municipi francès, situat a la regió de Còrsega, al departament d'Alta Còrsega. L'any 1999 tenia 30 habitants.

## Demografia
| 1962 | 1968 | 1975 | 1982 | 1990 | 1999 |
| ---- | ---- | ---- | ---- | ---- | ---- |
| 19   | 65   | 50   | 48   | 22   | 30   |

## Administració
| Període | Identitat              | Partit | Qualitat |  |
| ------- | ---------------------- | ------ | -------- |  |
| 2008-   | Antoine Joseph Fantini |        |          |  |